# عيد
كلمة عيد في الُّلغة العَربيّة تعني (عود) حُذِفَ حرفُ الواو وحلَّ محِلَّهُ (الياء) فأصبح عيد . ويعني العودة إلى يوم انتهاء محنه أو بلاء أو إنجاز مهم.
و يأتي العيد كمكافئة للصبر والتعب الذي تم بذله. والأعياد ليست محتكره فقط في المناسبات الدينية. فهناك أعياد وطنيه وسياسية.

## الأعياد العامة

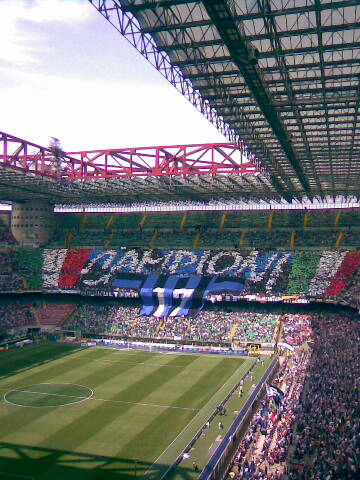
احتفال مشجعي إنترناسيونالي.

الأعياد العامة أو الأعياد القانونية هي أعياد قد أقرت الدولة بها، قد تكون هذه الأعياد دينية (في الحالة أن الدولة ليست علمانية) أو شعبية أو تاريخية وسياسية.

## الأعياد الدينية

### الأعياد عند المسلمين
للمسلمين عيدان، عيد الفطر والذي يتبع شهر رمضان وعيد الأضحى الذي يقع في العاشر من شهر ذي الحجة الهجري والذي يتبع وقفة المسلمين الحجاج الواقفين على جبل عرفات، يبدأ كل عيد بصلاة العيد وهي سنة مؤكدة يكون وقتها بعد شروق الشمس، إضافة لهذين العيدين المجيدين يوجد عند المسلمين عيد يتكرر كل أسبوع هو عيد يوم الجمعة جعله الله للمسلمين ليجتمعوا فيه ظهر يوم الجمعة ليؤدوا صلاة الجمعة المفرضة الواجبة وكي يستمعوا إلى خطبة الجمعة الشاملتين للوعظ بالتذكرة ومناقشة أمور الساعة، حيث بعد الصلاة يتفرق المسلمين ليلاقوا أحبتهم وأصدقائهم لتناول طعام الغداء معهم أو مع أفراد أسرتهم أو ينفضوا إلى عملهم وتجارتهم

### الاعياد المسيحية
للمسيحيين وهو عيد ميلاد يسوع وهو حديث ميلاد يسوع المسيح أو تجسده حسب العقائد المسيحية، ويحتفل بها في ثلاث مناسبات هي عيد الميلاد تذكار الميلاد الجسدي وعيد رأس السنة وهو عيد الميلاد حسب الشرع اليهودي وأساس التقويم الميلادي وذكرى ختانة المسيح؛ وعيد الغطاس وهو الميلاد الروحي. ويدعى الزمن الفاصل بين المناسبة الأولى في 25 ديسمبر (7 يناير في التقويم اليولياني) والثالثة في 6 يناير (19 يناير حسب التقويم اليولياني) زمن الميلاد، ويسبقه عادة صوم في الكنائس الأرثوذكسية وصلوات خاصة في الكنيسة الكاثوليكية.
تذكر حادثة الميلاد في إنجيل لوقا وإنجيل متى من زاويتين مختلفتين، وتشكل أحد أهم أركان الإيمان المسيحي، ولد المسيح حسب الأناجيل القانونية في بيت لحم، من أم عذراء، في مكان مقفر إذ لم يجدا مكانًا في النزل، بينما ظهرت ملائكة للرعاة، وحضر المجوس الثلاثة، في حين حاول هيرودس الملك قتله، فهربت العائلة إلى مصر.